# Cis alienus
Cis alienus är en skalbaggsart som beskrevs av Sharp 1879. Cis alienus ingår i släktet Cis och familjen trädsvampborrare. Inga underarter finns listade i Catalogue of Life.